# Spinning Around
Spinning Around è una canzone della cantautrice australiana Kylie Minogue, estratta come singolo di lancio dal suo settimo album Light Years del 2000, nonché il primo singolo con l'etichetta Parlophone, dopo l'abbandono dell'etichetta Deconstruction Records.

## Descrizione
Il pezzo è di genere pop-dance europeo, scritto da alcuni artisti tra cui Paula Abdul che lo voleva come singolo del suo comeback, però poi destinato alla Minogue come singolo del ritorno alle scene dance. La canzone è stato un successo in tutto il mondo, andando ai vertici di parecchi paesi, soprattutto in Australia dove diventò la prima numero uno da Confide in Me ad ora. In Inghilterra anche diventò subito numero uno, vendendo 245 000 copie, ottenendo immediatamente lo status Disco d'Argento. Questa posizione diede alla cantante il primato insieme a Madonna e U2 di avere almeno una numero uno negli anni 80, 90, 2000.
Il brano ha vinto anche un premio come Miglior singolo pop agli Aria Awards, dove è stato accompagnato nell'uscita da 2 brani inediti: Cover Me With Kisses e Paper Dolls.

## Video musicale
Il video che accompagna il brano è ambientato in un club londinese, in cui la cantante balla e chiacchiera sotto mille luci con sfondo nero. In questo video la cantante indossa i celebri hot pants dorati, che diverranno in breve simbolo del britpop inglese e del pop australiano. A novembre 2020, il video ha ottenuto oltre 18 milioni di visualizzazioni su YouTube.

## Tracce
UK CD 1 (CDRS6542)
1. "Spinning Around" — 3:28
2. "Spinning Around" [Sharp Vocal Mix] — 7:04
3. "Spinning Around" [7th Spinnin' Dizzy Dub] — 5:23
4. "Spinning Around" [Video]

UK CD 2 (CDR6542)
1. "Spinning Around" — 3:28
2. "Cover Me with Kisses" — 3:08
3. "Paper Dolls" — 3:34

Europe CD 1 (8881005)
1. "Spinning Around" — 3:28
2. "Cover Me with Kisses" — 3:08
3. "Paper Dolls" — 3:34
4. "Spinning Around" [Sharp Vocal Mix] — 7:04
5. "Spinning Around" [Video]

UK 12" Vinyl (12R6542)
- Side A:

1. "Spinning Around" [Sharp Vocal Mix] — 7:04
2. "Spinning Around" [7th District Club Mix] — 6:33

- Side B:

1. "Spinning Around" [7th District Dub Like This Mix] — 5:23
2. "Spinning Around" [7th District Club-Mental Mix] — 6:33

- Released 26 giugno 2000. The label incorrectly lists the track listing as "Sharp Vocal Mix," "Sharp Double Dub," "7th Spinnin' Dizzy Dub," "7th District Club Mix."

## Classifiche
| Classifica (2000) | Posizione massima |
| ----------------- | ----------------- |
| Australia         | 1                 |
| Belgio (Fiandre)  | 25                |
| Danimarca         | 1                 |
| Estonia           | 1                 |
| Finlandia         | 9                 |
| Francia           | 19                |
| Germania          | 37                |
| Grecia            | 1                 |
| Irlanda           | 1                 |
| Italia            | 8                 |
| Nuova Zelanda     | 1                 |
| Paesi Bassi       | 18                |
| Polonia           | 2                 |
| Portogallo        | 1                 |
| Regno Unito       | 1                 |
| Repubblica Ceca   | 1                 |
| Slovacchia        | 1                 |
| Spagna            | 8                 |
| Svezia            | 29                |
| Svizzera          | 14                |
| Ungheria          | 1                 |

## Riconoscimenti
| Pubblicazione | Paese       | Titolo                     | Anno | Posizione |
| ------------- | ----------- | -------------------------- | ---- | --------- |
| Q             | Regno Unito | "The 1001 Best Songs Ever" | 2003 | 90        |
| Melody Maker  | Regno Unito | "Singles of the Year"      | 2000 | 37        |
| NME           | Regno Unito | "Singles of the Year"      | 2000 | 28        |
| Magic         | Francia     | "Singles of the Year"      | 2000 | 16        |
| Rock de Lux   | Spagna      | "Singles of the Year"      | 2000 | 9         |